# 香港廣東社團總會
香港廣東社團總會 (英語：Federation of Hong Kong Guangdong Community Organisations) ，简称廣總、廣東社總，前身是「香港廣東社團慶祝回歸委員會 (Association of Hong Kong Guangdong Community Organisations for Celebration of Return of Hong Kong to China)」  ，是於1996年12月成立，以慶祝香港於1997年7月1日結束由英國統治回歸中國，後於1997年10月改為現名。
最初是由余國春聯同香港潮州商會、香港嘉應商會（2016年7月改名為香港梅州總商會）、順德聯誼總會和四邑會所等幾個廣東省僑胞建立的商會組成。
社團的宗旨主要是：堅持愛國愛港，團結粵籍社團和居港鄉親，促進粵港交流和合作；支持廣東經濟建設和社會公益發展，弘揚中華傳統文化，傳承廣東社團薪火，擁護一國兩制和基本法，支持特區政府施政，維護香港繁榮穩定。
香港廣東社團總會於2019年有團體會員350個、個人會員逾2,000名，匯聚社會政商各界精英，並設有義工團。

## 組織架構
- 永遠榮譽主席 余國春 梁亮勝 陳永棋
- 名譽主席 吳惠權 賴汶忠

### 第十一屆
此屆任期由2022年7月1日至2024年6月30日，為期兩年。
- 主席：龔俊龍（兼任首席會長）
- 第一執行主席：鄧清河（兼任首席會長）
- 執行主席：張國榮、黃俊康
- 常務副主席：共47人
- 副主席：共52人
- 秘書長：黃少康（兼任常務副主席）
- 司庫：余錦坤（兼任副主席）

### 第十届
此屆任期由2019年7月1日至2022年6月30日，為期三年。
- 主席 龔俊龍 [7]
- 第一執行主席 鄧清河 [8]
- 執行主席 吳惠權、黃俊康
- 常務副主席  張國榮 霍震宇 曾智明 龍子明 黃少康 簡松年 鄺美雲 鄧祐才 吳哲歆 余鵬春
- 秘書長（兼） 龍子明
- 司庫（兼）   余錦坤

### 第九届
此屆任期由2017年7月1日至2019年6月30日，為期兩年。
- 主席 梁亮勝
- 執行主席 鄧清河、龔俊龍
- 常務副主席  孫國林 胡劍江 楊育城 官錦堃 梁麟 呂智偉 林鎮洪 霍震宇 陳幼南 吳惠權 張國榮 簡松年
- 秘書長（兼） 龍子明
- 司庫（兼）   余錦坤

### 第八屆
- 主席 陳永棋
- 常務副主席  林光如 梁亮勝 吳惠權 張國榮 梁滿林 鄧祐才 劉劍明 陳幼南 霍震宇 余鵬春 吳哲歆 鍾偉平 馬鴻銘 黄少康 龔俊龍 鄧清河 [9]

## 政治及議題立場、组织活动
香港廣東社團總會是親政府陣營（傳統親中派）組織，主張一國兩制，反對港獨，並在多個社會議題上均曾公開支持政府，例如2016年政府禁止香港民族黨運作、2018年香港西九龍站一地兩檢爭議 等。另外，他們亦支持香港青年前往大灣區發展。
另外，他們也不時會就香港主權移交舉行慶祝活動。
2023年6月3日-5日期间，为了庆祝香港回归26周年，满足维多利亚公园周边民众日常生活及娱乐需要，并且尽可能防止反共分子在维多利亚公园举行六四晚会，香港廣東社團總會聯同多個同鄉社團租用維園四個足球場及中央草坪舉辦第三屆「家鄉市集」，市集包括特產展銷、攤位遊戲以及舞台表演等活动，还有多名歌手参加现场演出。

## 外部連結
- 香港廣東社團總會 （页面存档备份，存于）